# توماس كونينغهام (سياسي)
توماس كونينغهام هو سياسي كندي، ولد في 12 أبريل 1837، وتوفي في 1892.